# Coppa Bernocchi 2014
La Coppa Bernocchi 2014, novantaseiesima edizione della corsa e valida come evento dell'UCI Europe Tour 2014 categoria 1.1, si svolse il 16 settembre 2014 su un percorso di 190,3 km. Fu vinta dall'italiano Elia Viviani che terminò la gara in 4h27'06", alla media di 42,74 km/h.
Al traguardo finale 100 ciclisti completarono la gara.

## Squadre e corridori partecipanti
| N.      | Cod. | Squadra                      |
| ------- | ---- | ---------------------------- |
| 1-8     | AST  | Astana Pro Team              |
| 11-18   | ITA  | Selezione italiana           |
| 21-28   | AUS  | Selezione australiana        |
| 31-38   | LAM  | Lampre-Merida                |
| 41-48   | CAN  | Cannondale                   |
| 51-58   | AND  | Androni Giocattoli-Venezuela |
| 61-68   | BAR  | Bardiani-CSF                 |
| 71-78   | NRI  | Neri Sottoli                 |
| 81-88   | MTN  | MTN-Qhubeka                  |
| 91-98   | TSV  | Topsport Vlaanderen-Baloise  |
| 101-108 | CJR  | Caja Rural-Seguros RGA       |
| 111-118 | WGG  | Wanty-Groupe Gobert          |
| 121-128 | CCC  | CCC Polsat-Polkowice         |
| 131-138 | TNE  | Team NetApp-Endura           |

| N.      | Cod. | Squadra                      |
| ------- | ---- | ---------------------------- |
| 141-148 | BSE  | Bretagne-Séché Environnement |
| 151-158 | RVL  | RusVelo                      |
| 161-168 | COL  | Colombia                     |
| 171-176 | TIK  | Itera-Katusha                |
| 181-186 | AZT  | Area Zero Pro Team           |
| 191-196 | IDE  | Team Idea                    |
| 201-206 | VHS  | Vega-Hotsand                 |
| 211-216 | MGK  | MG Kvis-Trevigiani           |
| 221-226 | MAE  | Marchiol-Emisfero            |
| 231-236 | CEF  | Nankang-Fondriest            |
| 241-246 | VFN  | Vini Fantini-Nippo           |
| 251-256 | AMO  | Amore & Vita-Selle SMP       |
| 261-266 | MKT  | Meridiana-Kamen Team         |

## Ordine d'arrivo (Top 10)
| Pos. | Corridore       | Squadra          | Tempo    |
| ---- | --------------- | ---------------- | -------- |
| 1    | Elia Viviani    | Cannondale       | 4h27'06" |
| 2    | Filippo Pozzato | Lampre           | s.t.     |
| 3    | Simone Ponzi    | Neri Sottoli     | s.t.     |
| 4    | Davide Viganò   | Caja Rural       | s.t.     |
| 5    | Fabio Chinello  | Area Zero        | s.t.     |
| 6    | Sergej Lagutin  | RusVelo          | s.t.     |
| 7    | Peter Sagan     | Cannondale       | s.t.     |
| 8    | Mirko Selvaggi  | Wanty-Gr. Gobert | s.t.     |
| 9    | Tiago Machado   | NetApp           | s.t.     |
| 10   | Arnaud Gérard   | Bretagne         | s.t.     |